# Lista das cidades mais populosas do Sudão

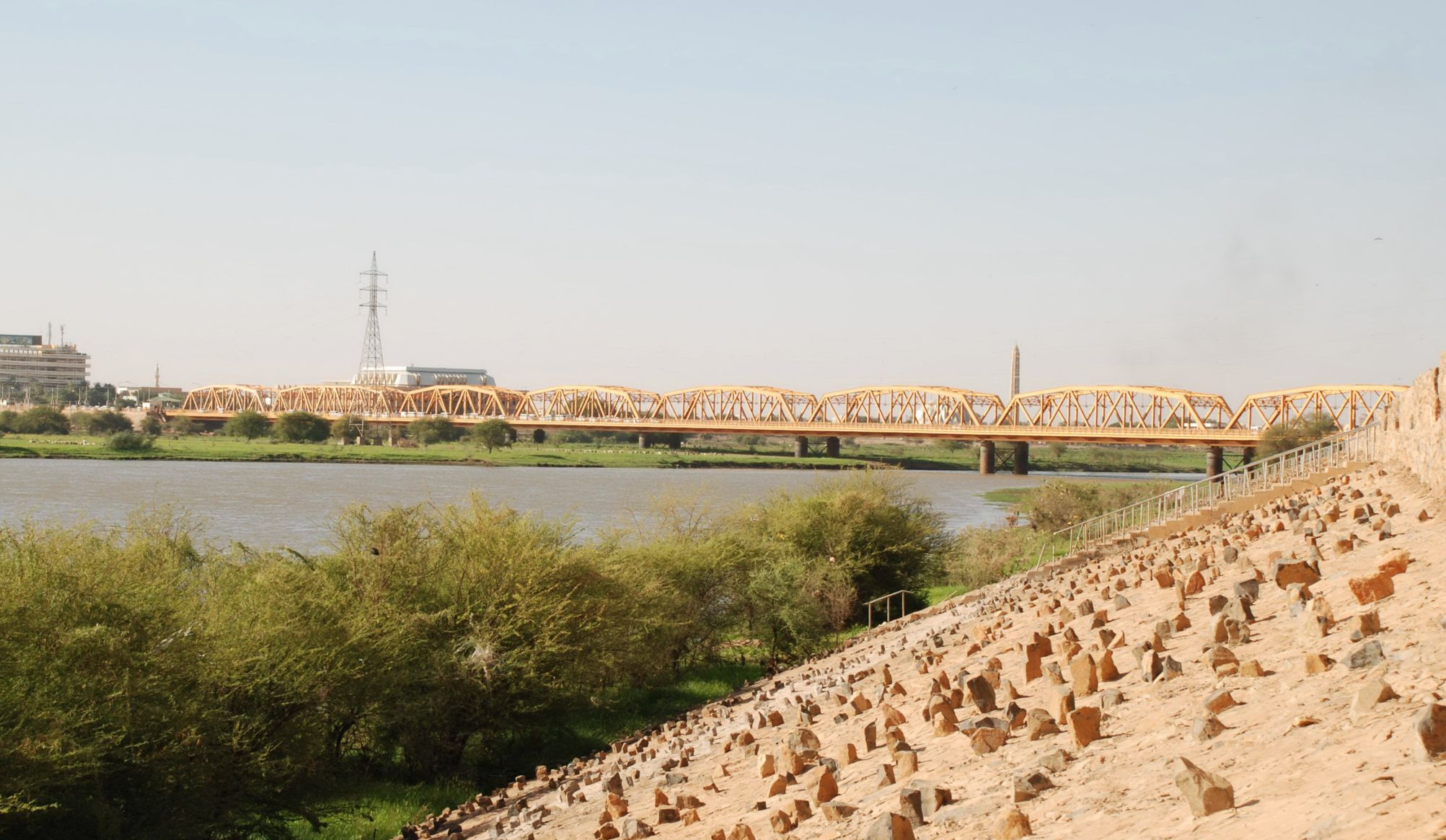
Ondurmã, a cidade mais populosa do Sudão

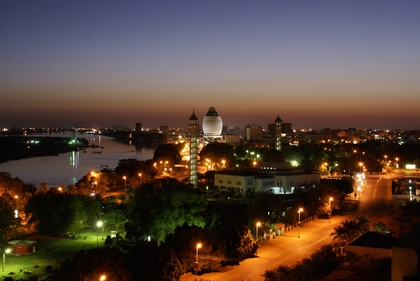
Cartum, a 2ª cidade mais populosa do Sudão

Nesta lista estão as 24 cidades mais populosas do Sudão, todas com mais de cem mil habitantes. Ordenada por população e ainda estimativas das mesmas segundo o site  em 2010.
| Nº | Cidade            | População |
| -- | ----------------- | --------- |
| 1  | Ondurmã           | 2 568 590 |
| 2  | Cartum            | 2 431 323 |
| 3  | Cartum do Norte   | 904 170   |
| 4  | Porto Sudão       | 579 942   |
| 5  | Cassala           | 536 009   |
| 6  | Kosti             | 528 468   |
| 7  | Niala             | 472 897   |
| 8  | Al-Ubayyid        | 398 993   |
| 9  | Wad Madani        | 375 676   |
| 10 | Gadarife          | 363 906   |
| 11 | El-Fasher         | 252 231   |
| 12 | Juba              | 244 493   |
| 13 | Rabak             | 216 187   |
| 14 | Ad Da'ein         | 190 712   |
| 15 | Geneima           | 168 688   |
| 16 | Edueim            | 148 508   |
| 17 | Ed Damazin        | 147 017   |
| 18 | Atbara            | 139 264   |
| 19 | El Managel        | 137 391   |
| 20 | Senar             | 134 883   |
| 21 | Malakal           | 139 434   |
| 22 | Wau               | 128 052   |
| 23 | Ed Damar          | 123 095   |
| 24 | Khalfa al-Jadidah | 116 040   |